# Etica protestantă și spiritul capitalismului
Etica protestantă și spiritul capitalismului (în germană Die protestantische Ethik und der Geist des Kapitalismus) este o lucrare de sociologia religiilor scrisă de Max Weber, apărută (pentru prima dată) în Germania, în anul 1904.
În cadrul acestei lucrări, Max Weber își propune să arate că etica și înțelegerea protestantă a lumii au influențat în mod pozitiv dezvoltarea capitalismului.

## Escatologia calvinistă și doctrina dublei salvări
Înainte de Reformă, pentru orice credincios catolic, salvarea sufletului depindea de două sarcini principale:
1. acceptarea tainelor Bisericii Catolice, și
2. acceptarea autorității preoților catolici.

Odată cu Reforma, niciun credincios protestant nu mai putea să își asigure salvarea sufletului prin loialitatea față de biserică sau față de clerici, fiind necesară găsirea unor modalități diferite de a avea această siguranță.
Calvin și cei care l-au urmat au înlocuit asigurarea primită de la preoți cu o viziune care avea la bază o explicație bazată pe doctrina dublei salvări.
Conform doctrinei dublei salvări, Dumnezeu cunoaște dinainte care dintre oameni se vor salva și care vor fi condamnați să ajungă în iad și, încă din timpul vieții, fiecare om poate avea semne privind soarta sufletului său după moarte. Astfel, pentru fiecare credincios, credința în propria sa salvare a devenit o datorie absolută. Orice semn de neîncredere era privit drept o dovadă a lipsei de credință și a damnării ulterioare.
Succesul în această lume a devenit un semn important al salvării viitoare al propriului suflet.
Weber vedea Reforma drept originea eticii protestante, deși recunoștea că în Evul Mediu exista oarece respect pentru munca seculară cotidiană. Biserica Catolică îi asigura de faptul că vor fi mântuiți pe cei care acceptau sacramentele bisericii și se supunea autorității clericilor. Totuși, Reforma a distrus astfel de garanții. Din punct de vedere psihologic, oamenilor de rând le era dificil de a se adapta la această nouă viziune asupra lumii, și numai cei mai devotați credincioși sau „geniile religioase” ale Protestantismului, cum ar fi Martin Luther, s-au putut adapta, conform lui Weber.
În absența unor asemenea garanții din partea autorității religioase, Weber argumenta că protestanții au început să caute alte „semne” că ei pot fi mântuiți. Calvin și adepții lui îi învățau doctrina dublei predestinări, în care Dumnezeu a ales de la începuturile lumii anumiți oameni pentru mântuire și pe ceilalți pentru damnare. Neputința de a influența mântuirea proprie era o problemă foarte dificilă pentru adepții lui Calvin. Devenise prin urmare o datorie absolută de a crede că erai tu însuți ales pentru mântuire și pentru a elimina orice dubiu, lipsa încrederii în sine era dovada unei credințe insuficiente și semn de damnare. Deci, încrederea în sine a luat locul garanțiilor harului oferite de către preoți.
Succesul lumesc a devenit măsura încrederii în sine. Luther a susținut relațiile de muncă pe cale de formare. Weber califică aplicarea concluziilor lui Luther, observând că „vocația” divină nu mai era limitată la cler sau la biserică, ci se aplica oricărei ocupații. Prin urmare oamenii munceau cu sârg pentru a avea garanția faptului că se află printre cei aleși pentru mântuire.
Conform viziunii protestante (și în special a calvinismului) datoria omului în lume era aceea de a munci, realizând cu zel planul lui Dumnezeu (omul era considerat drept o unealtă a divinității). Această viziune a locului și sarcinii omului în lume, era însoțită de interdicții deosebit de stricte privind cheltuirea banilor munciți pe obiecte de lux sau pe orice altceva ce depășea stricta necesitate a traiului zilnic.
Max Weber susține că factorii de mai sus (secondați de interdicțiile privind ajutarea oamenilor săraci) au contribuit la reinvestirea continuă a banilor câștigați și astfel (pe termen lung) la menținerea unei economii foarte dinamice și realizarea unor acumulări de capital considerabile.

## Evaluarea capitalismul contemporan lui Weber
Despre capitalismul timpului său, în special despre cel american, el avea cuvinte aspre:
„Căci despre ultima etapă a acestei dezvoltări culturale s-ar putea spune pe drept cuvânt: 'Specialiști fără spirit, senzualiști fără inimă; această nulitate își închipuie că a atins un nivel de civilizație fără precedent.'”—Max Weber, trad. Alexandru Diaconovici

## Critici și reevaluare
Deși Max Weber nu a susținut în lucrarea lui tratată aici și nici cu altă ocazie că etica protestantă este unicul factor care a produs sau favorizat ridicarea capitalismului (ea fiind doar „o verigă într-un lanț”, ca să-l cităm pe Weber însuși), teza lui sociologică a fost criticată de-a lungul timpului din diverse direcții.
Anumiți istorici sau economiști precum H.M. Robertson au subliniat faptul că sistemul capitalist precede Reforma și a apărut și s-a dezvoltat cu succes în faza lui mercantilistă și preindustrială în lumea catolică, lume în care au și apărut primele teorii economice liberale și însăși știința economiei politice (așa cum arată însuși Schumpeter când se referă elogios la „școala de la Salamanca”).
Alți economiști, precum marxiștii E. P. Thompson și Henryk Grossman, subliniază în lucrările lor că dezvoltarea sistemului în Anglia protestantă se datorează în primul rând majorității proletare formate din țărani alungați de pe pământurile aflate în uz comun odată cu generalizarea fenomenului de împrejmuire (enclosure), la care necesitatea supraviețuirii conta cu siguranță mai mult decât orice alt considerent când era vorba de proletarizarea lor și antrenarea în competiția acerbă pe piața muncii din orașe.
Numeroși autori (Becker & Wössmann, Korotaiev, Malkov & Kalturina) au pledat sau testat cu succes teza care explică succesul economic și progresul capitalismului în teritoriile protestante prin legătura între accentul pus pe lectura Bibliei și alfabetizarea populației, nu etica (protestantă a) muncii în sine, în timp ce alți cercetători (Davide Cantoni) testează ipoteza weberiană pe cazul teritoriilor germane, negăsind nici o corelație semnificativă între protestantism și dezvoltarea orașelor, fapt care coroborează observațiile istoricilor (Eric J. Evans) în legătură cu cazul belgian și olandez, unde o țară majoritar catolică s-a industrializat mai rapid și profund decât una protestantă, Marea Britanie însăși încorporând paradoxul scoțian, o regiune protestantă în care a eșuat industrializarea reușită de Anglia.
Max Weber, un german născut din părinți protestanți, cu o mamă pioasă și un tată liberal, a fost influențat în mod evident pe tărâm profesional de propria istorie de familie și de valorile epocii în care a trăit, anume perioada unificării Germaniei sub impulsul liberalismului dar sub mâna de fier a aristocrației conservatoare, fapt care a produs acel „Kulturkampf” (politicile brutale ale lui Bismarck contra clerului și credincioșilor romano-catolici, introduse (la un an după unificare și care au durat 6 ani) la instigarea liberalilor anticlericali) de tristă aducere aminte și acel Kulturprotestantismus (politicile derivate din voința elitelor liberale protestante de a suda națiunea cu forța în conformitate cu valorile burgheze și ale protestantismului). În lumea în care se născuse și din care provenea, catolicismul însemna brutalitate, trădare, josnicie și antiliberalism.